# 得川有親
得川 有親 / 世良田 有親（とくがわ ありちか / せらだ ありちか）は、南北朝時代から室町時代初期に存在したとされる人物。

## 出自
松平清康により松平氏（徳川氏）の祖とされ、『尾張諸家系図』によると、尾張平手氏祖の平手義英も有親の子とされる。
『東照宮御実紀』・『系図纂要』によると、世良田義季から7代目の子孫にあたり、得川親季の子とされる。『鑁阿寺新田足利両家系図』（鑁阿寺系図）では父・親季は新田義宗の子で得川正義の養子とし、世良田満義の末裔と伝えている。また『好古類纂』系譜部所収の「徳川家譜」（中田憲信著）によれば、世良田政義の子で親季の弟、子は家氏のみとし、親氏の叔父にあたるとする。

## 生涯
『鑁阿寺系図』によると、父・親季が鎌倉公方足利満兼から上野国新田郡得川郷に領地を与えられており、有親はこの恩に報いるため、永享の乱で子の親氏と足利持氏方についたという。持氏の敗北後、相模国で父子共に出家して信濃国に向かい、その後三河国へ流れていったという。『徳川諸家系譜』では三河国愛知郡一柳庄荒子村に住んだとする。
一方、至徳2年（1385年）に信濃国浪合村（現在の長野県下伊那郡阿智村）で起こった浪合の合戦で、世良田政義とともに有親は戦死したともいわれる（『鎌倉大草紙』）。「徳川家譜」（好古類纂第6・7巻）では、応永14年（1407年）に出家しており、同31年（1424年）、弟政満の子・政親、叔父の義秋らとともに戦死したとする。
『藤沢寺記』によれば、有親は波合で戦死せず、同族の脇屋義治・義隆父子とともにいったん奥羽に逃れ、幕府方の詮索から逃れるために出家したという。
一方で、藤沢の清浄光寺（遊行寺）山内の弁財天社は有親が時宗僧であった時に勧請したもので、その後還俗して徳川（松平）家を起こしたと案内されており、順番が逆になっている。
有親は子の親氏とともに、石川孫三郎という人物を従えて三河国松平郷に流れ着いたという（『称名寺略記』、『遊行・藤沢両上人御歴代系譜』）。 なお『遊行・藤沢両上人御歴代系譜』は親氏が長男で泰親が次男だと伝えている。
有親自身は子の親氏と同様に実在の人物なのかどうか、その存在を疑う説もある。同時に有親は時宗の放浪僧ではなく、東国から流れてきた武士が浪人となった身で、縁戚とされる賀茂氏の血筋を引く松平太郎左衛門少尉信重家を、子とともに乗っ取った説、諸国を放浪する中世の職人とよばれる身分だったとする諸説もある。また、世良田氏は政義とその子・政親の代で断絶し系譜は母方の関係で新田義則が継いだと伝えるもののある（清水昇『消された一族』）。宝賀寿男『古代氏族系譜集成』（1986年）では、「陰陽寮下司系図」の「加茂系図」にある在原在久の子・在親が有親であるとして、得川（世良田）有親を在原氏としている。